# Wen Jiabao
Wen Jiabao (Chinees: 溫家寶 / 温家宝, Hanyu pinyin: Wēn Jiābǎo) (Yixingbu, 15 september 1942) (jiaxiang: Tianjin, Beichen, Yixingbu) was de Premier van de Volksrepubliek China. Hij volgde op 16 maart 2003 Zhu Rongji op als premier van China onder president Hu Jintao. Hij werd hiermee de zesde premier van China sinds de oprichting van de Volksrepubliek in 1949. Sinds hij premier is, is hij de op twee na hoogste leidinggevende in China. Deze hoge positie geeft hem veel macht in de huidige leiding van China. In maart 2013 werd Wen opgevolgd door Li Keqiang.

## Biografie
Wen Jiabao werd geboren in Tianjin. Van 1960 tot 1968 studeerde hij geologie aan het Geologisch Instituut van Peking. Tijdens zijn studie, in april 1965, sloot hij zich aan bij de Communistische Partij van China (CCP). Vanaf 1967 heeft hij ook daadwerkelijk werk verricht voor de CCP. Na het behalen van zijn doctoraal verhuisde Wen Jiabao naar de provincie Gansu waar hij een baan kreeg bij het Provinciale Geologie-bureau. Hier vervulde hij lange tijd verschillende posten en ook hield hij zich met de politiek in Gansu bezig. Uiteindelijk verhuisde hij in de jaren tachtig naar Peking, waar op dat moment een zoektocht naar politieke talenten gaande was binnen de CCP. Hij kreeg de post van afgevaardigde in het hoofdkantoor van de partij. Deze post zou hij acht jaar lang bezetten.
Van het huidige Permanent Comité is Wen de enige die drie partijfunctionarissen, Hu Yaobang, Zhao Ziyang en Jiang Zemin, heeft overleefd. Hij is een van de weinige politici die zich na het Tiananmen-incident in 1989 staande heeft kunnen houden in de Chinese politiek. Tijdens de demonstraties begaf hij zich met zijn mentor Zhao Ziyang naar het plein om met de demonstranten te praten. Maar in tegenstelling tot zijn mentor, die wegens insubordinatie tot zijn dood in 2005 tot huisarrest gedoemd was, overleefde Wen in de politiek door zijn uitgebreide netwerk van beschermheren dat hij sinds 1965 opgebouwd had binnen de partij.

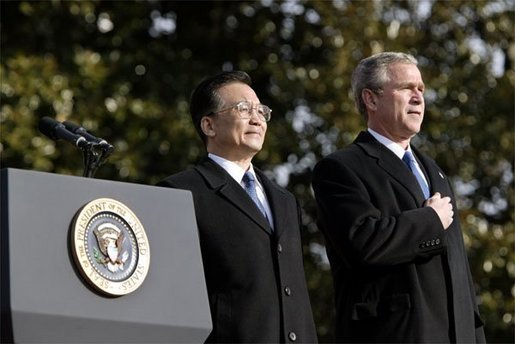
Wen Jiabao op bezoek bij de Amerikaanse president George W. Bush (Washington, 9 december 2003)

In 1998 werd Wen door de toenmalige premier Zhu Rongji aangewezen om toezicht te houden op landbouw, financiën en milieubeleid. Dit was een erg belangrijke taak omdat China zich op dat moment aan het klaarmaken was voor toetreding tot de Wereldhandelsorganisatie. Deze taak heeft hem ook de ervaring en kennis gegeven die nodig was in zijn taak als premier.
Tijdens zijn periode als premier heeft Wen de aandacht van de economische hervormingen enigszins verlegd. In vergelijking met zijn voorganger legt hij meer nadruk op sociale zaken, zoals volksgezondheid en onderwijs, en ook zorgt hij er door zijn ervaring met de agrarische sector voor dat er aandacht wordt geschonken aan de achtergebleven landbouwgebieden die in de laatste twee decennia van hervormingen voornamelijk waren overgeslagen. Wen staat dan ook bekend als een man van het volk. Hij is erg populair onder de Chinezen. Zijn sociale gevoel is waarschijnlijk zo ontwikkeld door zijn tijd in de afgelegen en arme provincie Gansu.
Twee grote volksgezondheidskwesties zijn door Wen in de openheid gekomen, namelijk de SARS-epidemie en het bestaan van aids in China. Wen was degene die begin 2003 openheid gaf over de SARS-epidemie en een eind maakte aan het passieve beleid van China ten opzichte van het virus. Eind 2003 was Wen de eerste belangrijke Chinese ambtenaar die het aidsprobleem van China in de openbaarheid besprak. Hiermee lijkt hij een einde te willen maken aan jaren van ontkenning van de Chinese overheid omtrent dit probleem.
In 2012 maakte de New York Times bekend dat Wen Jiabao en zijn familie een vermogen van 2,7 miljard dollar bezitten. De website van de krant werd hierna door Peking offline gehaald.